# Karl Haushofer (geograf)
Karl Haushofer, född 27 augusti 1869 i München, död 10 mars 1946, var en tysk militär (general) och geograf; son till Max Haushofer; far till Albrecht Haushofer.
Påverkad av Friedrich Ratzel, som hade myntat begreppet Lebensraum, och den svenske statsvetaren Rudolf Kjellén lade Haushofer grunden till tysk geopolitik. Haushofer blev 1921 professor i München och lärde där känna Rudolf Hess, som var en av hans studenter. Haushofers teorier anses ha influerat tysk utrikespolitik före och under andra världskriget.
Då utländsk press riktade anklagelser mot Haushofer och ansåg honom vara medskyldig till Nazitysklands expansionspolitik valde han att tillsammans med sin hustru begå självmord i mars 1946.